# Tonkinatus
Tonkinatus is een geslacht van hooiwagens uit de familie Epedanidae.
De wetenschappelijke naam Tonkinatus is voor het eerst geldig gepubliceerd door Roewer in 1938. 

## Soorten
Tonkinatus is monotypisch en omvat slechts de volgende soort:
- Tonkinatus bimaculatus